# KFNB – Borsig 815–820, 828–833
| KFNB Borsig 815–820, 828–833 KFNB alt VI        | KFNB Borsig 815–820, 828–833 KFNB alt VI | KFNB Borsig 815–820, 828–833 KFNB alt VI |
| ----------------------------------------------- | ---------------------------------------- | ---------------------------------------- |
| Eine der namenlosen KFNB-Lokomotiven von Borsig |                                          |                                          |
| Technische Daten                                |                                          |                                          |
|                                                 | 1865                                     | reko nach 1867                           |
| Bauart                                          | 1B n2                                    | 1B n2                                    |
| Zylinder-Ø                                      | 406 mm                                   | 406 mm                                   |
| Kolbenhub                                       | 560 mm                                   | 560 mm                                   |
| Treibrad-Ø                                      | 1264 mm                                  | 1264 mm                                  |
| Laufrad-Ø vorne                                 | 948 mm                                   | 948 mm                                   |
| Laufrad-Ø hinten                                | –                                        | –                                        |
| Fester Radstand                                 | k. A.                                    | 3363 mm                                  |
| Gesamtradstand                                  | k. A.                                    | 3363 mm                                  |
| Gesamtradstand + Tender                         | k. A.                                    | k. A.                                    |
| Heizfl. d. Rohre                                | 86,2 m²                                  | 96,4 m²                                  |
| Heizfl. d. Feuerbüchse                          | 6,0 m²                                   | 6,0 m²                                   |
| Rostfl.                                         | k. A.                                    | 1,06 m²                                  |
| Dampfdruck                                      | 5,4                                      | 6,5                                      |
| Gewicht (leer)                                  | k. A.                                    | 26,7 t                                   |
| Adhäsionsgewicht                                | k. A.                                    | 21,9 t                                   |
| Dienstgewicht                                   | k. A.                                    | 30,0 t                                   |
| Dienstgewicht + Tender                          | k. A.                                    | 52,5 t                                   |
| Gesamtgewicht                                   | 94,2 t                                   | 102,4 t                                  |
| Wasser                                          | k. A.                                    | 11,5 m³                                  |
| Kohle                                           | k. A.                                    | 8,7 t                                    |
| Länge                                           | k. A.                                    | 7,797 m                                  |
| Länge + Tender                                  | k. A.                                    | 13,338 m                                 |
| Höhe                                            | k. A.                                    | k. A.                                    |

Zwölf Güterzug-Dampflokomotiven der KFNB erhielten keinen Namen.
Sie wurden 1857 von Borsig in Berlin an die KFNB mit der Achsformel 1B geliefert und werden nur mit dem Namen des Herstellers und ihren Bahnnummern als „Borsig 815–820, 828–833“ bezeichnet.
Die KFNB wollten diese Lokomotiven auf galizischen Strecken östlich von Krakau einsetzen.
Daher waren auch Orte aus diesem Bereich als Namen vorgesehen.
Da aber die KFNB für diese Strecken keine Konzession erhielt, war diese Namensgebung sinnlos geworden.
Die Lokomotiven wurden in Folge immer nur mit ihrer Fabriksnummer bezeichnet. Sie erhielten die Inventarnummern 203–214.
Die Maschinen hatten außen liegende Zylinder, die etwas kleiner waren als die von der Lokomotivfabrik der StEG gelieferten.
Die Lokomotiven wurden nach 1867 neu bekesselt.
1869 erhielten sie die Reihe VI und 10 Lokomotiven 1871 die Nummern 171–180.
Alle Maschinen wurden zwischen 1872 und 1877 ausgeschieden, was darauf hindeutet, dass man mit ihnen nicht zufrieden war.